# Donja Ravska
Donja Ravska je naselje u općini Prijedor (Republika Srpska, BiH).
Prema popisu iz 1991. godine nacionalni sastav je bio sljedeći:
- Hrvati - 146
- Srbi - 96
- Jugoslaveni - 7
- ostali - 1

Ukupno - 250